# مدروکسی‌پروژسترون
مدروکسی پروژسترون (به انگلیسی: Medroxyprogesterone Acetate)
اشکال دارویی: قرص، آمپول

## موارد مصرف
مدروکسی پروژسترون اغلب برای درمان آندومتریوز، جلوگیری از بارداری، پیشگیری از هیپرپلازی اندومتر (رحمی)، جایگزینی هورمونی در زنان یائسه، درمان موقت سرطان پستان در خانم‌های یائسه به کار می‌رود. در مردان این دارو گاه برای درمان اختلالات جنسی و سرطان پروستات مصرف می‌شود.منظم کردن زمان قاعدگی نا منظم

## مکانیسم اثر
مدروکسی پروژسترون نوعی پروژسترون صناعی (پروژستین) است.

## عوارض جانبی
تهوع و احتباس مایع که می‌تواند باعث کاهش وزن، ورم پا و حساس شدن پستان شود. درمان طولانی مدت می‌تواند منجر به خونریزی نامنظم قاعدگی یا لکه بینی، افسردگی، ترومبوز وریدی (لخته شدن خون در پا) اختلالات دستگاه گوارش، تغییر میل جنسی، ناراحتی پستان‌ها و افزایش قند خون شود.